# Heidrun Richter
Heidrun Hiltraut Richter (* 9. Juni 1942 in Reichenberg) ist eine deutsche Kunstpädagogin.

## Werdegang
Richter absolvierte ein Lehrerstudium für Kunsterziehung an der Pädagogischen Hochschule Erfurt. Nach Promotion 1979 und Habilitation 1988 war sie von 1993 bis zu ihrer Pensionierung Inhaberin des Lehrstuhls für Kunstdidaktik der Universität Erfurt und nimmt seit ihrer Emeritierung dort einen Lehrauftrag wahr. Von 1993 bis 2000 war sie Gleichstellungsbeauftragte der PH Erfurt und von 1997 bis 2000 Sprecherin der Gleichstellungsbeauftragten aller Thüringer Hochschulen.
Sie ist Organisatorin des Jugendkunstprojekts „Feininger-Schüler-Pleinair“ in Mellingen, bei dem sich hunderte Kinder unter Anleitung von Kunsterziehern bildnerisch betätigen. In Erfurt führt sie das Kinderkunstarchiv der im April 2002  beim Amoklauf von Erfurt erschossenen Kunsterzieherin Birgit Dettke weiter. 

## Ehrungen
- 2011: Verdienstkreuz am Bande der Bundesrepublik Deutschland